# 马利箭竹
马利箭竹（学名：Fargesia mali）为禾本科箭竹属下的一个种。

## 扩展阅读
- 維基物種上的相關：马利箭竹